# Еврейское кладбище в Ёлингене
Евре́йское кла́дбище в Ёлингене (нем. Jüdischer Friedhof Jöhlingen) — одно из сохранившихся еврейских кладбищ на севере немецкой земли Баден-Вюртемберг, расположенное в бывшей деревне Ёлинген, ныне ставшей городским районом города Вальцбахталь. Является охраняемым памятником культуры.

## История
Вначале обряды похорон проводились на еврейском кладбище в Обергромбахе (до 1888). В 1888 году было открыто собственное кладбище, которое расположено поблизости от железнодорожной линии на улице Вёссингер (Wössingen Strasse). Последнее захоронение состоялось в 1936 году.

## Площадь
Площадь еврейского кладбища 12,47 ара (1247 м²). На нём насчитывается 46 могил.